# بخش کلارک (شهرستان براون، اوهایو)
بخش کلارک (به انگلیسی: Clark Township) یک منطقهٔ مسکونی در ایالات متحده آمریکا است که در شهرستان براون، اوهایو واقع شده‌است.
 بخش کلارک ۷۶٫۷۷ کیلومتر مربع مساحت و ۳٬۱۲۱ نفر جمعیت دارد و ۲۹۵ متر بالاتر از سطح دریا واقع شده‌است.